# Mecodema crenaticolle
Mecodema crenaticolle es una especie de escarabajo del género Mecodema, familia Carabidae. Fue descrita científicamente por L. Redtenbacher en 1868.
Esta especie es endémica de Nueva Zelanda.
Su longitud es 21–27,9 mm, ancho pronotal de 5,8–7,3 mm y elitral de 6,7–8,6 mm. El color del cuerpo varía de marrón rojizo a negro.